# Derri templom

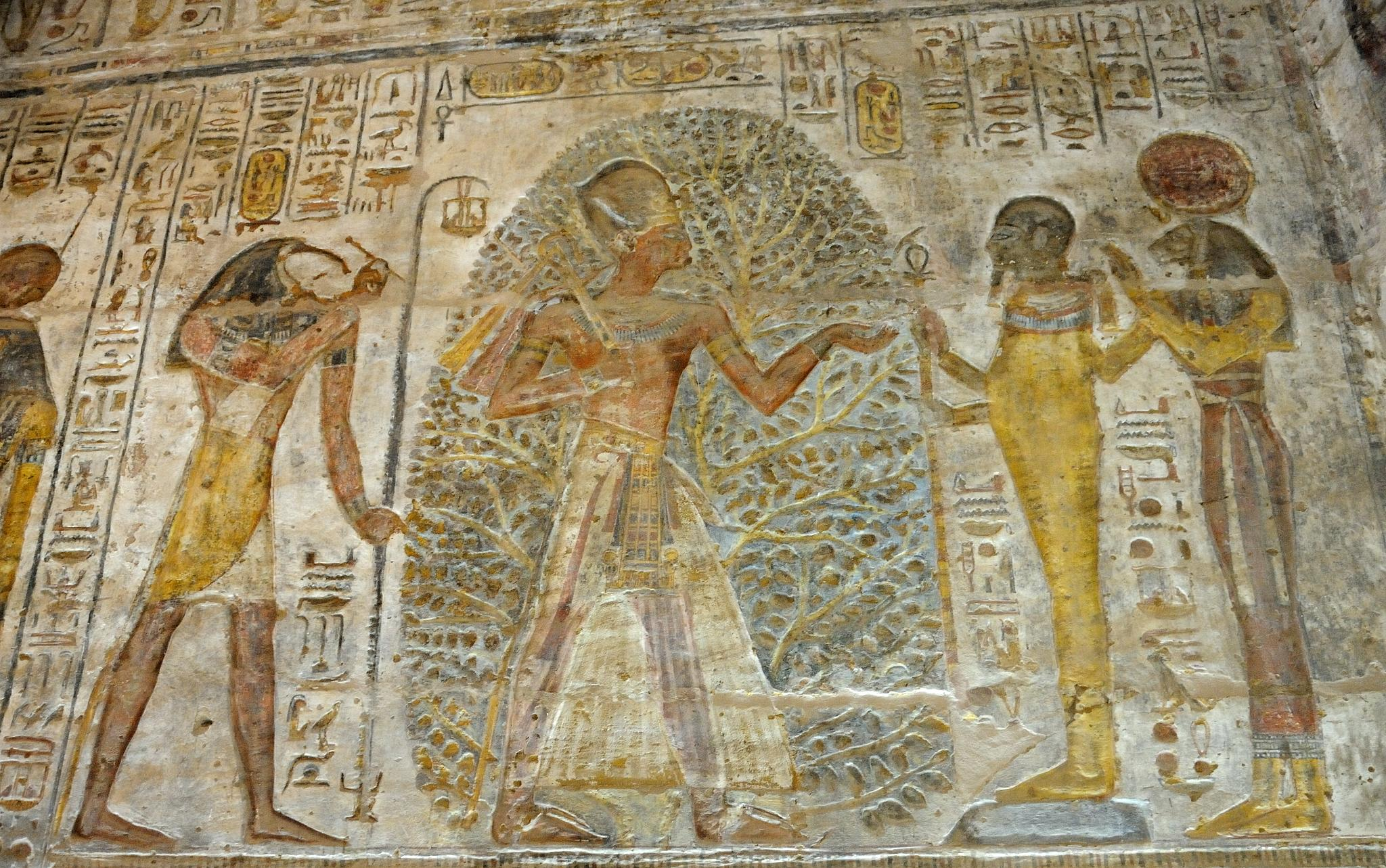
II. Ramszesz reliefje a templom belsejében

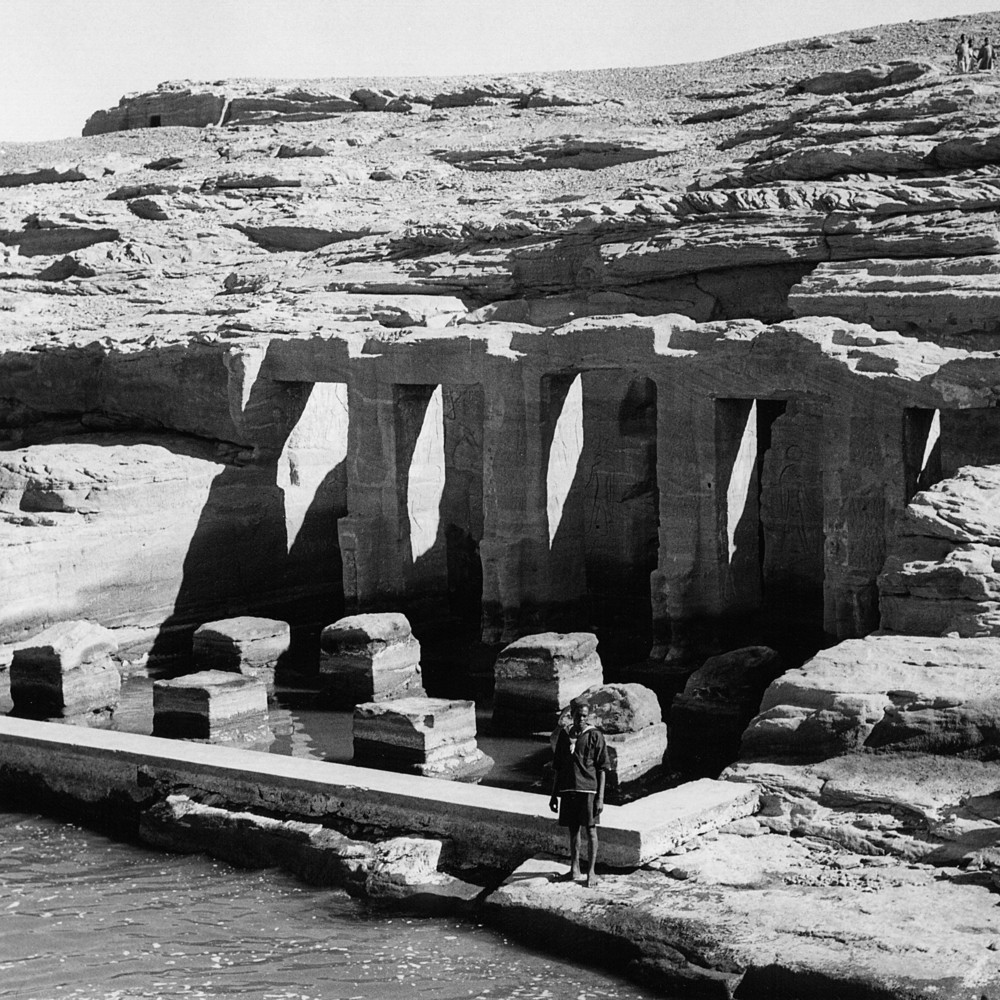
A templom romjai 1960-ban

A derri templom egy ókori egyiptomi sziklatemplom Alsó-Núbiában. Építője a XIX. dinasztia legnagyobb uralkodója, II. Ramszesz. Ez az egyetlen núbiai sziklatemplom, melyet Ramszesz a Nílus keleti partján épített; a helyszínre valószínűleg azért esett a választás, mert a folyó ebben a kanyarban szokatlan módon délkelet felé folyik. A templomot Ré-Harahtinak szentelték, korabeli neve „Ramszesz-Meriamon temploma Ré birtokán” volt. Építésének pontos dátuma nem ismert; Nicolas Grimal szerint Ramszesz 30. uralkodási évében épült, első szed-ünnepével egyidőben. John Baines és Jaromír Málek szerint is Ramszesz uralkodásának második felében épült, mert alaprajza és díszítése az Abu Szimbel-i nagy temploméra emlékeztet, csak a homlokzat előtti kolosszusok nélkül. Az Abu Szimbel-i templomok Ramszesz 24. és 31. uralkodási éve között épültek. Joyce Tyldesley szerint a derri templom építője Szétau, akiről tudni, hogy Kús alkirályaként szolgált Ramszesz 38. és 63. uralkodási éve alatt.
A templom díszesebb kialakítású, mint a Beit el-Váli-i templom. Két, egymást követő oszlopos csarnokból áll, melyek előtt előudvar és pülón állhatott. Hármas szentélyében II. Ramszesz, Ámon-Ré és Ptah kultuszszobrai álltak. A templom helyreállított reliefjei más egyiptomi templomokéhoz képest szokatlanul élénk színűek.
A templomot elsőként Aylward Blackman tanulmányozta és írta le 1913-ban. 1964-ben, az asszuáni gát építésekor a templomot darabokra bontották és magasabban fekvő területre helyezték, az amadai templommal együtt.

## Fordítás
- Ez a szócikk részben vagy egészben  a   Temple of Derr című angol Wikipédia-szócikk ezen változatának fordításán alapul.  Az eredeti cikk szerkesztőit annak laptörténete sorolja fel. Ez a jelzés csupán a megfogalmazás eredetét és a szerzői jogokat jelzi, nem szolgál a cikkben szereplő információk forrásmegjelöléseként.

## Lásd még
- Áthelyezett egyiptomi műemlékek listája